# Cryphaea chlorophyllosa
Cryphaea chlorophyllosa là một loài rêu trong họ Cryphaeaceae. Loài này được Müll. Hal. mô tả khoa học đầu tiên năm 1902.